# (9102) Foglar
(9102) Foglar (1996 XS18) – planetoida z pasa głównego asteroid okrążająca Słońce w ciągu 5,4 lat w średniej odległości 3,08 j.a. Odkryta 12 grudnia 1996 roku.